# Mark Jamieson
Mark Ian Jamieson (nascido em 4 de maio de 1984) é um ciclista profissional australiano. Foi um dos atletas que representou a Austrália nos Jogos Olímpicos de 2008, em Pequim.